# Niagara Purple Eagles

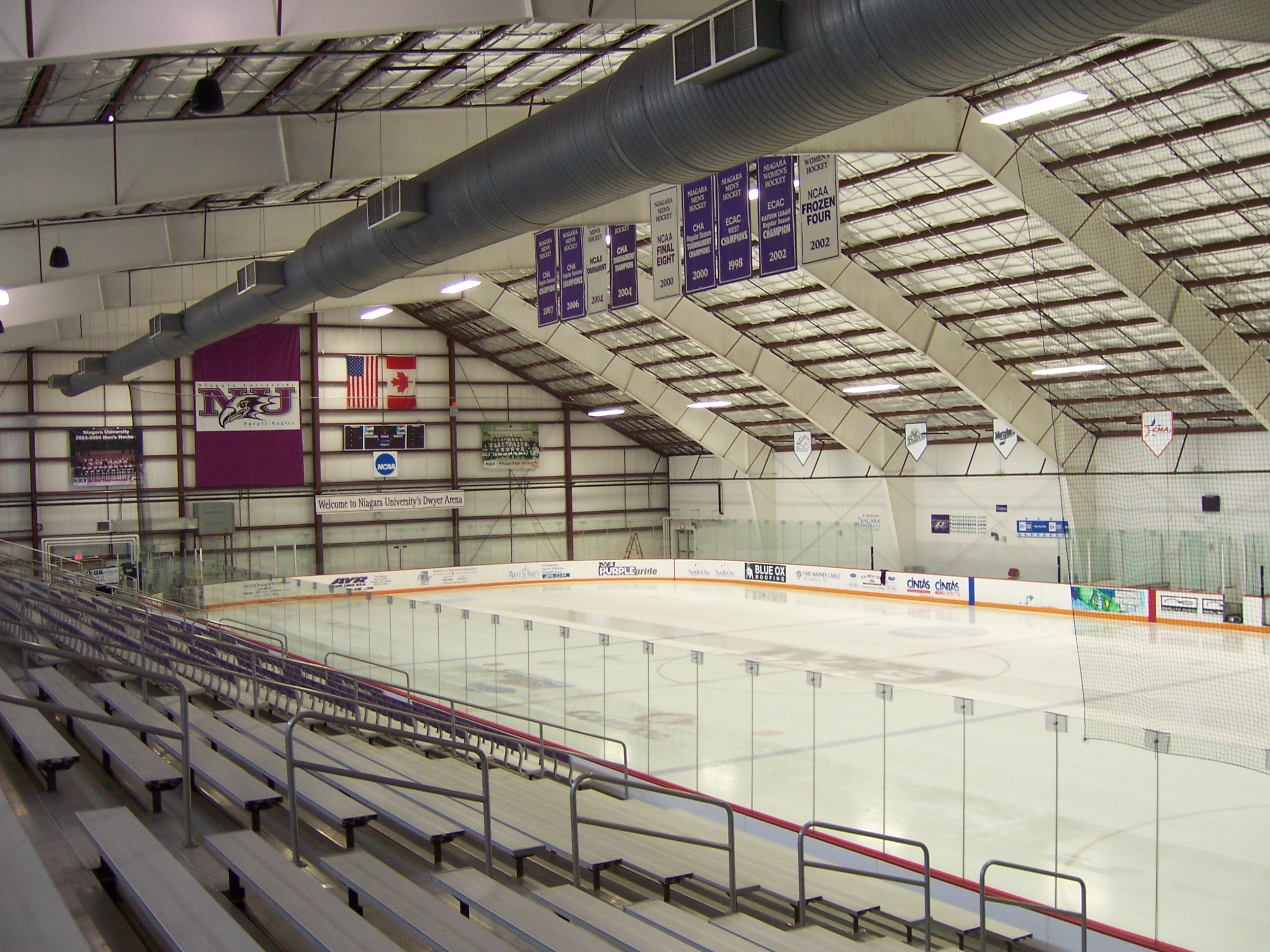
Dwyer Arena

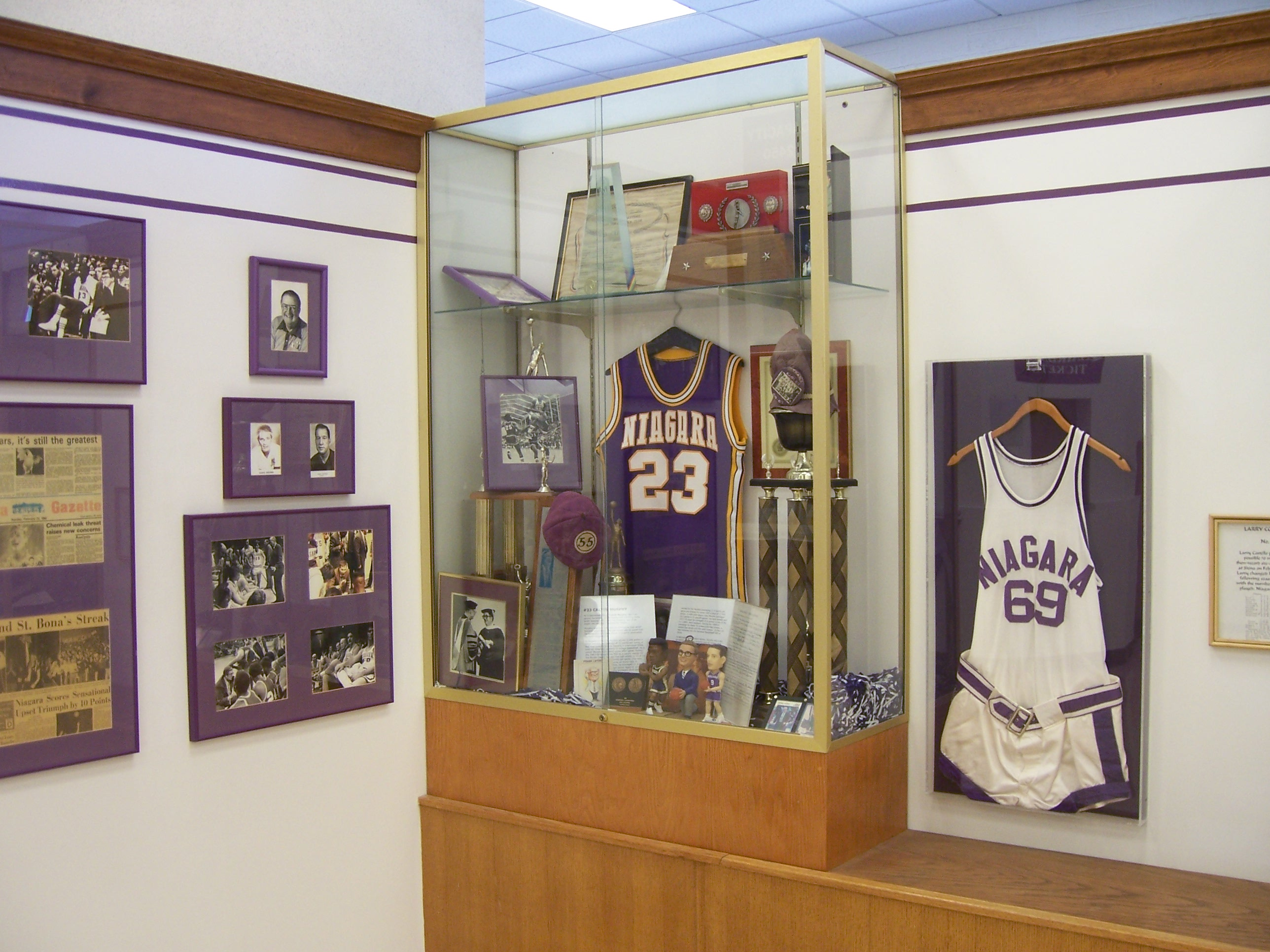
Una vista del Salón de la Fama (Hall of Fame) de Niágara, situado en el Gallagher Center.

Niagara Purple Eagles (español: Águilas Púrpuras de Niágara) es la denominación de los equipos deportivos de la Universidad de Niágara, institución académica ubicada en el condado de Niágara (Nueva York), Estados Unidos de América. Los Purple Eagles participan en las competiciones universitarias organizadas por la NCAA, y forman parte de la Metro Atlantic Athletic Conference en todos los deportes excepto en hockey sobre hielo masculino, que se integra en la Atlantic Hockey. En 2012 la universidad decidió abandonar el programa de hockey sobre hielo femenino, que competía hasta entonces en la conferencia College Hockey America, e incorporar el programa de atletismo. En 2023 incorporó bowling femenino.
Sus colores son el púrpura y el blanco.

## Instalaciones
Todos los equipos deportivos disputan sus encuentros como locales en el propio campus de la universidad. 
Los equipos de baloncesto masculino y femenino y el de voleibol (femenino), utilizan el Gallagher Center, un pabellón de deportes construido en 1949 con capacidad para 2400 espectadores. 
El equipo de hockey sobre hielo utiliza el Dwyer Arena, un pabellón de hielo construido en 1996 con capacidad para 2100 espectadores.
Niagara Field, renovado en 2008, con 1.200 asientos de aforo e iluminación para partidos nocturnos, es el estadio de fútbol (masculino y femenino) y de lacrosse (femenino). Tiene césped artificial de última generación.
En el Oxy Aquatic Center, situado dentro del Kiernan Recreation Center, disputan sus competiciones los equipos de natación y saltos, mientras que los de tenis lo hacen en la Niagara Tennis Facility.
Los de béisbol y sófbol juegan en el John P. Bobo Field.
El equipo de bolos juega en Classic Lanes, en Kenmore.

## Equipos
Niágara tiene 8 equipos oficiales masculinos y 11 femeninos:
| Masculino: - Baloncesto - Campo a través - Fútbol - Tenis - Natación - Golf - Béisbol - Hockey sobre hielo | Femenino: - Baloncesto - Campo a través - Fútbol - Tenis - Natación - Golf - Sófbol - Voleibol - Lacrosse - Atletismo - Bowling |

En 2012 se cambió el programa de hockey sobre hielo femenino por el de atletismo femenino.

## Postemporada

### NIT
El equipo de baloncesto masculino ha sido invitado en 14 ocasiones al National Invitation Tournament, alcanzando la final de 1972, que perdió ante Maryland Terrapins.

## Fases finales de la NCAA

### Equipos masculinos
| Año  | NU      | Oponente         | Resultado |
| 2000 | Niagara | Nuevo Hampshire  | 4-1       |
| 2000 | Niagara | Dakota del Norte | 1-4       |
| 2004 | Niagara | Boston College   | 2-5       |
| 2008 | Niagara | Michigan         | 1-5       |
| 2013 | Niagara | Dakota del Norte | 1-2       |

| Año  | NU      | Oponente                      | Resultado |
| 1970 | Niagara | Pensilvania                   | 79-69     |
| 1970 | Niagara | Villanova                     | 73-98     |
| 1970 | Niagara | Estatal de Carolina del Norte | 88-108    |
| 2005 | Niagara | Oklahoma                      | 67-84     |
| 2007 | Niagara | Florida A&M                   | 77-69     |
| 2007 | Niagara | Kansas                        | 67-107    |

| Año  | NU      | Oponente | Resultado |
| 2012 | Niagara | Michigan | 1-3       |

### Equipos femeninos
| Año  | NU      | Oponente               | Resultado |
| 2009 | Niagara | Michigan               | 0-3       |
| 2010 | Niagara | Estatal de Pensilvania | 0-3       |
| 2011 | Niagara | Norte de Iowa          | 0-3       |

| Año  | NU      | Oponente | Resultado |
| 1998 | Niagara | Arizona  | 0-14      |
| 1998 | Niagara | Hawái    | 1-5       |

| Año  | NU      | Oponente         | Resultado                    |
| 2002 | Niagara | Minnesota Duluth | 2-3                          |
| 2002 | Niagara | Minnesota        | 2-2 (tercer y cuarto puesto) |

| Año  | NU      | Oponente | Resultado |
| 2003 | Niagara | Arizona  | 0-4       |
| 2005 | Niagara | Baylor   | 0-4       |

| Año  | NU      | Oponente               | Resultado |
| 2006 | Niagara | Estatal de Pensilvania | 1-3       |

## Purple Eagles destacados

### Baloncesto masculino
- Joe Arlauckas (jugador de Sacramento Kings y Real Madrid)
- Tremmell Darden (jugador de Real Madrid)
- Hubie Brown (entrenador de Kentucky Colonels, Atlanta Hawks, New York Knicks y Memphis Grizzlies, miembro del Basketball Hall of Fame)
- Al Butler (jugador de Boston Celtics, New York Knicks y Baltimore Bullets)
- Larry Costello (jugador de Philadelphia Warriors, Syracuse Nationals y Philadelphia 76ers, y entrenador de Milwaukee Bucks y Chicago Bulls)
- Boo Ellis (jugador de Minneapolis Lakers)
- Bo Erias (jugador de Minneapolis Lakers)
- Ed Fleming (jugador de Rochester Royals y Minneapolis Lakers)
- Frank Layden (entrenador de Utah Jazz)
- Manny Leaks (jugador de Kentucky Colonels, New York Nets, Dallas Chaparrals, Texas Chaparrals, Utah Stars, The Floridians, Philadelphia 76ers, y Capital Bullets)
- Calvin Murphy (jugador de San Diego Rockets y Houston Rockets, miembro del Basketball Hall of Fame)
- Zeke Sinicola (jugador de Fort Wayne Pistons)
- Joe Smyth (jugador de Baltimore Bullets)
- Andy Walker (jugador de New Orleans Jazz)

### Béisbol
- Chris Begg (jugador de Connecticut Defenders y Fresno Grizzlies)
- Joe McCarthy (entrenador de Chicago Cubs, New York Yankees y Boston Red Sox, miembro del Salón de la Fama del Béisbol)

### Hockey sobre hielo masculino
- Sean Bentivoglio, jugador de New York Islanders.
- Barret Ehgoetz, jugador de Cincinnati Cyclones.
- Greg Gardner, jugador de Columbus Blue Jackets, Dayton Bombers, Syracuse Crunch, Mississippi Sea Wolves y REV Bremerhaven (Fischtown Pinguins).
- Les Reaney, jugador de Edmonton Oilers.
- Kyle Rogers, jugador de Toronto Maple Leafs.
- Joe Tallari, jugador de Manchester Phoenix.
- Jim Burichin, jugador de Texas Brahmas.

### Fútbol masculino
- Anthony DiBiase, jugador de SC Toronto
- Carl Haworth, jugador de Ottawa Fury FC
- Micah Paulino, jugador internacional de la selección de fútbol de Guam